# Boom Festival
El Boom Festival és un festival de música goa trance que té lloc cada dos anys a Portugal. Les edicions coincideixen amb la lluna plena. És reconegut internacionalment com un exemple destacat de festival orientat a la sostenibilitat.

## Història
El festival va néixer d'un grup d'amics que volien portar l'ambient de les festes de Goa a Portugal. Van introduir la cultura psicodèlica a Portugal a principis dels anys 1990, amb festes habituals en un bosc fins que el 1997 van decidir organitzar un festival que aplegués els trancers d'arreu del món. D'aquesta manera va néixer la primera edició del Boom Festival l'agost de 1997 .
La segona edició de Boom va tenir lloc el 1998, i a partir d'aleshores el festival va celebrar-se cada dos anys, de manera que cada edició va ajudar a orientar el festival cap a nous conceptes dins de la música i la cultura psicodèlica.
El documental Boom Festival 20 Years (1997-2017) resumeix els seus orígens, 11 edicions del festival i tots els projectes sorgits de la seva evolució al llarg del temps.

## Filosofia
«Psicodèlia» al Boom Festival significa «pensar fora de la caixa». Psicodèlia significa manifestació mental, i es relaciona amb la música, les arts en general i les formes de vida alternatives, partint del fet que cada individu és essencialment lliure. Lliure per pensar, actuar, crear i respectar-se mútuament, formant part d'una consciència holística en què tots els éssers comparteixen el mateix pols de vida en un Univers interconnectat. Ser lliure és ser conscient, és desafiar els límits, és pensar fora de la caixa i no sotmetre's a la cultura dominant.